# كارول أ. بارنز
كارول أ. بارنز  (بالإنجليزية: Carol A. Barnes) هي عالمة أعصاب وأستاذة ريجنت في علم النفس بجامعة أريزونا. منذ عام 2006، شغلت كرسي Evelyn F. McKnight للتعلم والذاكرة في الشيخوخة  ، وهي مديرة معهد Evelyn F. McKnight Brain Institute. كانت بارنز رئيسًا لجمعية علم الأعصاب  وكذلك حاصلة على زمالة الجمعية الأمريكية لتقدم العلوم، وعضو أجنبي في الجمعية الملكية النرويجية للعلوم والآداب. تم انتخابها في الأكاديمية الوطنية للعلوم في عام 2018.
أنتجت بارنز أكثر من 170 مطبوعة تمت مراجعتها من قبل النظراء. بشكل عام، تركز أبحاثها على التغيرات الفسيولوجية العصبية والسلوكية التي تحدث في الدماغ أثناء الشيخوخة. قد يسلط فهم هذه التغييرات الضوء على العمليات التي تساهم في الاضطرابات العصبية التنكسية المرتبطة بالعمر مثل مرض الزهايمر. طورت بارنز أيضًا متاهة بارنز، وهي مهمة ذاكرة ملاحة مكانية تُستخدم لتقييم الذاكرة المعتمدة على الحصين. 

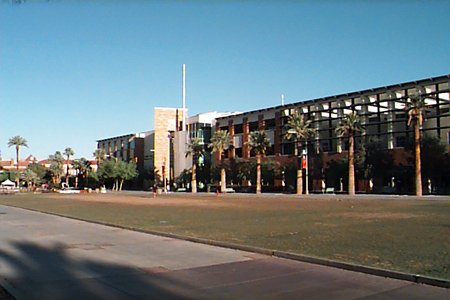
Old Main ، جامعة أريزونا في فينيكس

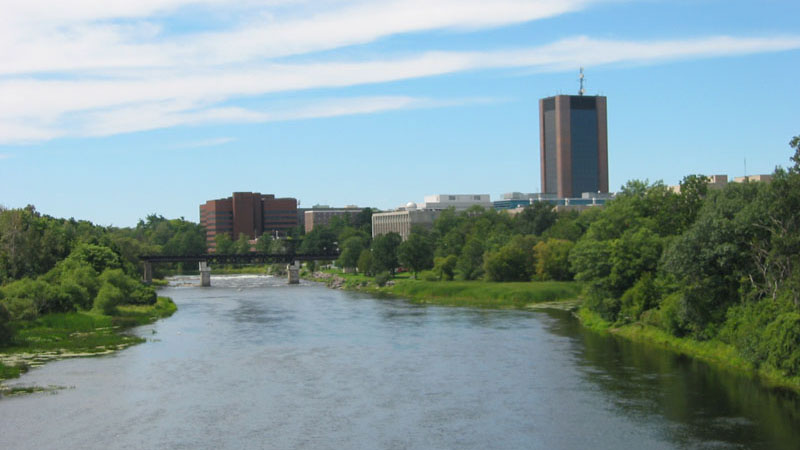
نهر جامعة كارلتون

حصلت كارول بارنز على بكالوريوس الآداب في علم النفس مع مرتبة الشرف في جامعة كاليفورنيا ، ريفرسايد، في عام 1971. واستكملت تعليمها في جامعة كارلتون الواقعة في أوتاوا أونتاريو، كندا، ونالت على درجة الماجستير في الآداب في علم النفس في عام 1972. في عام 1977 تخرجت بامتياز مع درجة الدكتوراه. في علم النفس من جامعة كارلتون. بعد عملها في الدراسات العليا، اتخذت بارنز منصبًا كباحثة بعد الدكتوراه في علم النفس العصبي والفيزيولوجيا العصبية في قسم علم النفس في جامعة دالهوسي، وآخر في معهد الفسيولوجيا العصبية بجامعة أوسلو، وكذلك في الوظيفة الدماغية في كلية لندن الجامعية..

## مسار مهني مسار وظيفي
كمدير، تشغل بارنز منصب الكرسي الموهوب لتعلم الذاكرة في الشيخوخة في معهد إيفلين إف ماكنايت الدماغ . وهي أيضًا أستاذة في الوصاية ومديرة قسم الأنظمة العصبية والذاكرة والشيخوخة في جامعة أريزونا في توكسون، أريزونا. هي كلك جزء من معهد BIO5 الممول من صندوق التكنولوجيا والبحوث (TRIF). تعمل بارنزفي معهد BIO5 مع الطلاب الذين يعالجون مرض الزهايمر وأمراض الدماغ الأخرى المرتبطة بالعمر. تعلم بارنز أيضًا بيولوجيا السرطان وعلم الأعصاب وعلم النفس والعلوم الفسيولوجية.
تشارك بارنز في مجتمع أبحاث علم الأعصاب على المستوى الوطني والمحلي. يمتد بحث بارنز على مدى 4 عقود بهدف فهم أفضل لشيخوخة الدماغ فيما يتعلق بالأمراض المعرفية. ينبع اهتمام بارنز من الشيخوخة المعيارية في الدماغ من جدها عندما لاحظت هي وعائلتها أن ذاكرته كانت تتراجع. يتم إجراء بحثها من خلال استخدام نماذج حيوانية مثل الرئيسيات والفئران لاستكشاف وفهم كيفية تأثير الذاكرة في عملية الشيخوخة الطبيعية للدماغ والآليات البيولوجية العصبية المعنية. يُترجم استخدام النماذج الحيوانية في أبحاث بارنز إلى علاجات تُستخدم للأداء غير الطبيعي للدماغ بهدف إطالة العمر المعرفي للأفراد الأكبر سناً. تستلزم طبيعة أبحاث بارنز استخدام التقنيات السلوكية والتشريحية والكهروفيزيولوجية والجزيئية لفحص آثار الشيخوخة الطبيعية على الدماغ. تتضمن معظم مجالات بحثها فحص ومراقبة بنية الحصين في أدمغة الجرذان والقرود، ومراقبة وتسجيل الانتقال المشبكي في إشارات الخلية إلى الخلايا، والتسلسل الجينومي.

### متاهة بارنز
لدراسة التعلم المكاني والذاكرة، استخدمت كارول بارنز متاهة لاختبار ما إذا كانت الفئران يمكن أن تتذكر موقع صندوق الهروب على منصة. أصبحت متاهة بارنز أداة قياسية لاختبار الذاكرة في المختبرات. تم تصميم متاهة بارنز، التي تم تصميمها في عام 1979، كبديل لدراسة الذاكرة دون استخدام مكافأة أو عقاب خارجي، مع تقليل الضغط على الحيوان طوال العملية.

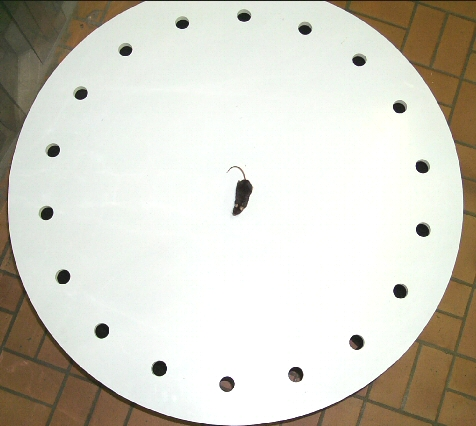
متاهة بارنز

تتكون الدراسة الأصلية من منصة (122   قطر سم) أثار 91   سم فوق الأرض مع 18 حفرة دائرية (9.5   أقطار سم) متباعدة بالتساوي حول المحيط. تحت أحد الثقوب يوجد صندوق هروب أسود، أو أي لون غامق على النقيض من لون المنصة؛ تؤدي بقية الثقوب إلى صناديق هروب كاذبة.
اشتملت الدراسة على 3 أنواع من التجربة. أولاً، كان على الماوس ببساطة أن يجد غرفة الهروب التي تم وضعها تحت أحد الثقوب. ثانيًا، تم نقل غرفة الهروب إلى حفرة استدارة 120-140 درجة من الفتحة الأصلية؛ تم تغطية الثقب الأصلي. ثالثًا، تم استخدام نفس الطريقة التي استخدمها الاختلاف الثاني باستثناء عدم تغطية الفتحة الأصلية. وجدت بارنز وفريقها أن أداء الفئران بشكل عام أفضل في جميع أشكال التجربة. علاوة على ذلك، وجدوا أن الفئران الأصغر أداءًا أفضل أيضًا في جميع الاختلافات، في حين أظهرت الفئران الأكبر سناً صعوبات ملحوظة في الاختلافات 2 و 3. وأظهر ذلك ضعف الشيخوخة في الذاكرة المكانية.

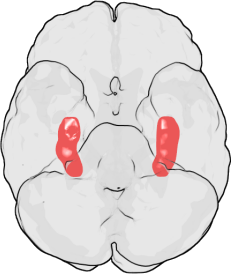
قرن آمون

تتوافق الذاكرة المكانية مع عمل الحُصين، في حين يشمل تعلم المسار الأنظمة المخططية. بشكل عام، تعلمت الفئران والقوارض الأخرى من مختلف الأعمار متاهات T في نفس عدد التجارب، لكن الاستراتيجيات المستخدمة لتعلم وتذكر متاهات اختلفت مع العمر. استخدمت الفئران الصغيرة في الغالب استراتيجيات «المكان» التي تعتمد على عمل الحصين، بينما اعتمدت الفئران الأكبر سنًا على استراتيجيات «الاستجابة».
باستخدام تقنيات التصوير بالرنين المغناطيسي، تمكنت بارنز وفريقها من رؤية أنه في أدمغة القوارض المعتادة، لم يتغير حجم الحُصين. وبدلاً من ذلك، فإن حجم المادة الرمادية القشرية قد حدث. سمح هذا النموذج الحيواني بفهم كيف يبدو الدماغ أثناء الأداء البشري الطبيعي. من هذا الفهم، تم مقارنة العقول التي تدهورت بسبب مرض الزهايمر (القوارض لا تظهر م). تظهر هذه النتائج أنه أثناء الشيخوخة الطبيعية، يظل الحصين بنفس الحجم، وقد تنخفض وظيفته مقارنة بوظائف مناطق أخرى من الدماغ.
بالنظر إلى عمق الأنسجة المتضررة، أظهر التصوير أحادي الخلية أن هناك 3 أنواع رئيسية من الخلايا التي تشكل الحصين. عند مراقبة نشاط الخلية وعدد خلايا الحصين من الفئران، وجد أن الخلايا الهرمية CA1 و CA3 استمرت في النشاط ونفس الحجم. ومع ذلك، انخفض باستمرار عدد الخلايا الحبيبية في التلفيف المسنن مع تقدم العمر؛ كما أن وظيفة هذه الخلايا تراجعت عن قيادة بارنز وفريقها لاستنتاج أن خلايا التلفيف هذه هي الحلقة الضعيفة لدائرة الحصين المشاركة في الذاكرة.

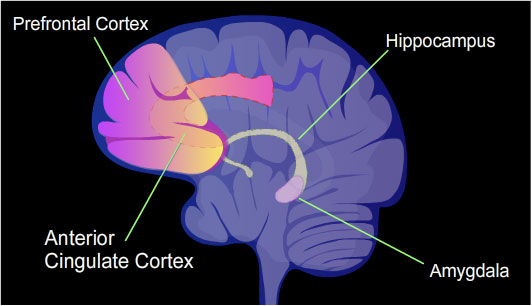
مناطق الدماغ المشاركة في تكوين الذاكرة

بالإضافة إلى العمل على نماذج القوارض، ساعد بارنز في تقدم مجال أبحاث الشيخوخة المعيارية باستخدام نماذج الرئيسيات غير البشرية، وخاصة القرود المكاك. في المقام الأول، ساعد عمل بارنز المبكر في قرود المكاك على ربط البيانات البيولوجية العصبية التي تم جمعها من القوارض وبيانات التصوير الوظيفي من كبار السن من البشر. في الورقة " ضعف الذاكرة لدى الرئيسيات المسنين مرتبط بخلل وظيفي في الشبكة الخاصة بالمنطقة " أظهرت بارنز وفريقها أن القردة الأكبر سناً تعاني من ضعف ملحوظ في التعرف على الأشياء.
وبالإضافة إلى ذلك، عرض القردة القديمة كثافة أقل من السوماتوستاتين المثبطة إيجابي interneurons في CA3 المنطقة الفرعية لل قرن آمون. هذه interneurons هي المسؤولة عن تنظيم نشاط الخلايا العصبية مثير في قرن آمون. مع كثافة أقل من interneuron ، ارتفع معدل إطلاق الخلايا العصبية CA3 إثارة. تتعلق هذه النتيجة بزيادة نشاط الحصين الموضح في دراسات التصوير لكبار السن من البشر. ارتبط كل من انخفاض كثافة باطن الأرض وزيادة معدلات إطلاق خط الأساس في الحصين بسوء الإدراك.
علاوة على ذلك، في ورقة «الدليل على مخطط ترميز الذاكرة المحفوظ تطوريًا في الحصين الثدييات» وجدت بارنز وفريقها دليلاً على أن جميع الثدييات تتطلب نفس الكمية من الخلايا العصبية في الحصين لترميز ذاكرة تجربة واحدة. تشير هذه النتيجة إلى أن الثدييات الطويلة تستخدم كمية ثابتة من الخلايا العصبية لترميز تجربة واقع افتراضي مشابهة. ومع ذلك، نظرًا لتفاوت حجم الحصين، تختلف نسبة الخلايا العصبية المستخدمة في ترميز التجربة. القوارض لديها أصغر الحصين، وبالتالي تستخدم 40٪ من هم الحصين الخلايا العصبية لترميز، الرئيسيات غير البشرية لها الحصين أكبر واستخدام 4٪، وأخيرا، البشر لديهم أكبر الحصين وتستخدم ما يقدر بنحو 2.5٪ لترميز التجريبي.
قامت بارنز أيضًا بإجراء بحث لمراقبة التغيرات في الوظائف التنفيذية مع الشيخوخة المعيارية. الوظائف التنفيذية هي العملية الأعلى مرتبة التي يشارك فيها البشر مثل الانتباه وصنع القرار والتحكم في الاندفاع والسيطرة العاطفية. يتم التوسط في هذه الوظائف من خلال نشاط القشرة الأمامية. مرة أخرى بدراسة قرود المكاك، ركزت بارنز وفريقها على جانبين من الوظيفة التنفيذية، المراقبة والتحديث المتعمد بالإضافة إلى تعيين التحول. تسمح المراقبة والتحديث المتعمدان بتغييرات السلوك مع تغييرات القواعد المقابلة. على سبيل المثال، عندما يتم تقديم خيارين، أحدهما هو الاختيار الصحيح في البداية؛ ومع ذلك، عندما يتغير الخيار الصحيح إلى الخيار الثاني، فإن المراقبة والتحديث المتعمد يساعدان على تصحيح تغيير القاعدة وتغيير السلوك من أجل الاختيار الصحيح. يتم التوسط في التغيير في السلوك من خلال عملية التجربة والخطأ، مما يساعد على ربط الاختيار الصحيح بسلوكيات معينة. وجدت بارنز وفريقها أن القرود الأكبر سنا بحاجة إلى عدد أكبر من المحاكمات لمراعاة تغيير القاعدة بدقة. يشير إلى أن النظام التنفيذي الكامن وراء المراقبة والتحديث المتعمد ضعيف مع الشيخوخة.
لدراسة تغيير مجموعة وهي القدرة على تحويل الانتباه دون وعي بين المهام مع الحفاظ على الدقة، قدم بارنز القرود المكاك مع اختبار التعرف على الأشياء من الأشياء المكتسبة مسبقًا. ثم قدمت كائنات متداخلة تتطلب تحولات بين اختيار الكائن وتقييم الأشياء الجديدة. أظهرت نتائجها أن القرود القديمة كانت تؤدي بشكل أفضل في التعرف على الأشياء مع هذا التداخل من القردة الأصغر. وبالتالي يبدو أن قدرات التحول الثابتة يتم الحفاظ عليها إذا لم يتم تعزيزها بالشيخوخة.
ومع ذلك، فإن أهم اكتشاف من هذه الدراسات هو أن جانبين من الوظيفة التنفيذية، المراقبة والتحديث والتحول، ثبت أنهما نظامان مستقلان يتأثران بشكل مختلف مع تقدم العمر. وبالتالي، تشير بارنز وفريقها إلى أن التغييرات في القشرة الأمامية قبل الجبهي يمكن أن تنجم عن الشيخوخة ولكن المناطق الفرعية المختلفة داخلها تظهر أنماطًا مختلفة للشيخوخة.
تتضمن المساهمة البحثية الأخيرة لكارول أ بارنز دراسة الشبكات المكانية والذكريات المكانية في قرود المكاك القديمة. درست بارنز وفريقها نشاط الدماغ في أربع حالات مختلفة للحركة: الأقفاص، والجلوس، والمشي على جهاز المشي، والمشي بحرية في الفضاء. ووجدت الدراسة أن قرود المكاك الصغيرة لديها شبكات مكانية مميزة لجميع الظروف الأربعة المميزة. ومع ذلك، عرضت القرود القديمة نشاطًا أقل تميزًا للشبكات المكانية. بمعنى، أثارت جميع الظروف تفعيل نفس الشبكة غير المتمايزة. تقترح هذه النتيجة تغييرات الشبكة الديناميكية كشرح محتمل لعجز الإدراك المكاني. وبعبارة أخرى، تصبح شبكات المعالجة المكانية أقل دقة مع تقدم العمر وقد تساهم في فقدان الذاكرة المكانية أو الارتباك.
المدونة هنا هي الأشخاص الذين عملت معهم عن كثب طوال وقتها كطالب دراسات عليا وأثناء دراستها لما بعد الدكتوراه.
- بيتر فريد، جامعة كارلتون
- جراهام جودارد، ماكجيل
- بير أندرسون، جامعة أوسلو
- جون أوكيف، جامعة كاليفورنيا

## دعم المرأة والمحرومين في علم الأعصاب
تم الاعتراف ب (كارول أ بارنز) من قبل أقرانها والجمهور لعملها في تعزيز الفرص للنساء والمحرومين في علم الأعصاب. في عام 2010، حصلت على جائزة Mika Salpeter Lifetime Achievement Award  التي «تعترف بالأفراد ذوي الإنجازات المهنية البارزة في علم الأعصاب الذين عملوا أيضًا بنشاط على تعزيز التقدم المهني للنساء في علم الأعصاب.» 
علاوة على ذلك، فهي مشاركة نشطة في برنامج أبحاث طلاب المدارس الثانوية المحرومين من المعهد الوطني للصحة ، وصول الأقلية إلى وظائف البحث ، وبرنامج إنجاز ماكنير . أخيرًا، في عام 2013، ألقت بارنز خطابًا رئيسيًا في احتفال المرأة في علم الأعصاب بعنوان «الوجه المتطور لعلم الأعصاب: دور المرأة والعولمة.» 

## الجوائز والأوسمة[25]
|    | عام                   | الجوائز والتكريمات                                                           | وصف |
| -- | --------------------- | ---------------------------------------------------------------------------- | --- |
| 1  | 1969                  | زمالة البحوث الصيفية لمؤسسة العلوم الوطنية] ]                                | تمول هذه الزمالة برامج الطلاب أو الهوية التي تركز على التطورات التعليمية |
| 2  | 1972-1974             | زمالة أونتاريو للخريجين] ]                                                   | للطلاب الذين يتابعون دراساتهم العليا على مستوى الماجستير والدكتوراه. هذه منحة دراسية قائمة على الجدارة للطلاب جزءًا من برنامج أونتاريو للخريجين                                             |
| 3  | 1979-81               | جائزة NIH الوطنية لخدمة البحث                                                | لطلاب ما بعد الدكتوراه الذين يكتسبون البحوث والتدريب السريري في كل من MD / Ph.D. أو أي برنامج تدريب آخر على درجة الدكتوراه المزدوجة                                                        |
| 4  | 1981-1982             | زمالة الناتو لما بعد الدكتوراه في العلوم                                     | |
| 5  | 1984-89               | جائزة التطوير الوظيفي البحثي نسخة محفوظة 2 مايو 2020 على موقع واي باك مشين.  | |
| 6  | 1989-1994             | جائزة ADAMHA Research Scientist Award ، المعهد الوطني للصحة العقلية          | |
| 7  | 1994-1999             | جائزة ADAMHA Research Scientist Award ، المعهد الوطني للصحة العقلية          | |
| 8  | 2004 إلى الوقت الحاضر | عضو أجنبي، الجمعية الملكية النرويجية للعلوم والرسالة (العلوم الطبيعية)       | |
| 9  | 2004-14               | جائزة MERIT ، المجلس الاستشاري الوطني للشيخوخة                               | |
| 10 | 2004-14               | أستاذ ريجنتس، جامعة أريزونا                                                  | |
| 11 | 2006 إلى الوقت الحاضر | كرسي موهوب: كرسي إيفلين إف ماكنايت التعلم والذاكرة في الشيخوخة               | |
| 12 | 2009 إلى الوقت الحاضر | زميل الرابطة الأمريكية لتقدم العلوم                                          | يتم انتخاب الزملاء سنويًا من قبل مجلس AAAS. يُعرف الزملاء لمساهماتهم في تقدم العلم أو يتم تمييز تطبيقه علمياً أو اجتماعياً                                                                     |
| 13 | 2010                  | 2009 APA Division 6 DB جائزة السلوك العصبي السلوكي ماركيز                    | |
| 14 | 2010                  | 2010 APA Division 6 DB جائزة علم الأعصاب السلوكي ماركيز لعلم الأعصاب السلوكي | |
| 15 | 2010                  | جائزة ميكا سالبيتر لإنجاز العمر                                              | |
| 16 | 2011 إلى الوقت الحاضر | زميل غاليليو، كلية العلوم، جامعة أريزونا                                     | |
| 17 | 2013                  | جائزة رالف دبليو جيرارد في علم الأعصاب                                       | |
| 18 | 2014                  | جائزة APA للمساهمات العلمية المتميزة                                         | تلقت بارنز هذه الجائزة بصفتها دورها كمديرة لمعهد ماكنايت للدماغ، وهو الدور الذي تشغله حاليًا. تعتبر هذه الجائزة واحدة من أعلى جوائز جمعية علم الأعصاب.                                      |
| 19 | 2017                  | جائزة Quad-L                                                                 | بارنز هي واحدة من 7 أشخاص (بما في ذلك نفسها) الذين يحملون هذه الجائزة. هذه الجائزة مخصصة للعلماء المعاصرين المتميزين الذين يشاركون بنشاط في البحث فيما يتعلق بالتعلم أو الذاكرة أو الإدراك |
| 20 | 2017                  | جائزة MOCA المحلية العبقرية                                                  | |
| 21 | 2018                  | انتخب للأكاديمية الوطنية للعلوم                                              | هذه الجائزة هي واحدة من أعلى الجوائز. تلقت بارنز هذه الجائزة لتميزها واستمرار بحثها الأصلي                                                                                                 |